# Mezinárodní federace dračích lodí
Mezinárodní federace dračích lodí (IDBF, anglicky: International Dragon Boat Federation, čínsky: 国际龙舟联合会) zastřešuje národní asociace dračích lodí.

## Historie
Založena byla 24. června roku 1991. Je členem mezinárodních organizací: SportAccord a Alliance of Independent Recognised Members of Sport (AIMS). V letech 2005 a 2009 byly dračí lodě mezi sporty na světových hrách v Duisburgu a Kao-siungu. V České republice je členem federace Česká asociace dračích lodí (ČADL).

## Kontinenty
- Asijská federace dračích lodí (ADBF)
- Evropská federace dračích lodí (EDBF)